# Cyprian Enweani
Cyprian Enweani (født 14. marts 1964 i København, Danmark) er en tidligere canadisk atlet.
Cyprian Enweani deltog ved OL 1988 i Seoul på 200 meter og indgik i det canadiske stafethold på 4 x 100 meter.
Cyprian Enweani flyttede til Saskatoon, Canada med sin familie i 1976, da han var 12 år gammel. Han boede igen i midten af 1980'erne i København, hvor han løb for Sparta Atletik. Med 10,52 og 20,98 sekunder fra 1986 havde han tidligere klubrekorden i Sparta på 100 meter og 200 meter.
I 1989 bestod han eksamen som læge og praktiserer nu som familie- og idrætslæge.

## Personlige rekorder
- 100 meter: 10,45 (1989)
- 200 meter: 20,57 (1988)